# 베스 디토
베스 디토(Beth Ditto, 1981년 2월 19일~)는 미국의 싱어송라이터로, 록 밴드 가십의 보컬이다.